# Calicnemis obesa
Calicnemis obesa är en skalbaggsart som beskrevs av Wilhelm Ferdinand Erichson 1841. Calicnemis obesa ingår i släktet Calicnemis och familjen Dynastidae. Inga underarter finns listade.